# Laura Chimaras
Laura Ariana Chimaras Martí (Caracas, 8 de mayo de 1991) es una escritora y poetisa venezolana. Es hija del conocido actor Yanis Chimaras. Ha escrito “Pasiones Narcóticas” (2017), “La Historia de una Adicta” (2018), “Palabras perdidas” (2019) y “Nunca Pierdas la Fe” (2021), este último siendo su primer libro más vendido. En 2022, obtuvo un Emmy con su primer guion, “Bully”.

## Trayectoria
Se inició a los 8 años en el mundo de la actuación. Con tan solo 17 años asumió el rol protagónico de un drama producido por la cadena venezolana RCTV llamado Libres como el Viento. Cuenta con un currículum de once novelas, tres películas y más de diez piezas teatrales. En 2016 se muda a los Estados Unidos dónde es radicada hasta la fecha, y cuenta con un total 3 novelas realizadas con la cadena televisiva Telemundo; La Fan, Sangre de mi Tierra, y Mi Familia Perfecta, la cual, fue hasta ahora su última telenovela. También hizo un cortometraje en inglés llamado When Will I Love. Luego se dedicó completamente a la escritura, y la creación de sus libros y shows poéticos.  
La joven intelectual presentó Nunca Pierdas la Fe, un trabajo poético-musical – que busca responder las dudas de los seres humanos en relación con la pérdida y el dolor. En la voz de Laura Chimaras, recita sus poemas desde el acústico más puro, pasando por sonidos electrónicos, con los que el público tendrá ganas de bailar, llorar, reír y así generar una catarsis con gracia en el público.  
En 2022, publicó su primer álbum, “Poesía y Música”, en el cual apuesta por el formato musical para sus poemas.
En 2025, colaboró con el cantante de música cristiana Cales Louima, en una versión de su canción «Amarte Igual».

## Filmografía

### Televisión
| Año       | Título                      | Papel                                 |
| --------- | --------------------------- | ------------------------------------- |
| 2018      | Mi familia perfecta         | Rosa Guerrero Solís                   |
| 2017-2018 | Sangre de mi tierra         | Serena Zambrano                       |
| 2017      | La fan                      | Renata Izaguirre                      |
| 2014      | La virgen de la calle       | Jessika Gala                          |
| 2011-2012 | El árbol de Gabriel         | Julieta Fernández Iturria             |
| 2011      | La Banda                    | Andrea                                |
| 2009-2010 | Libres como el viento       | Fabiola Azcárate Martínez "La Muñeca" |
| 2008-2009 | Nadie me dirá cómo quererte | Ana Teresa "Ana T" Galindo            |
| 2007-2008 | Toda una dama               | Ashley Rincón                         |
| 2006-2007 | Túkiti, crecí de una        | Amaranta                              |

## Reconocimientos
- 2022: Suncoast Emmy Awards - Bully [5]